# Coeranica eritima
Coeranica eritima är en fjärilsart som beskrevs av Edward Meyrick 1883. Coeranica eritima ingår i släktet Coeranica och familjen praktmalar, Oecophoridae. Inga underarter finns listade i Catalogue of Life.